# Ouragan Ophelia (2017)
Pour les articles homonymes, voir Cyclone tropical Ophelia.
L’ouragan Ophelia est le seizième cyclone tropical, en excluant la tempête tropicale potentielle Dix, de la saison 2017 dans l'océan Atlantique nord. Formé à partir d'une onde frontale le 6 octobre, il devient une dépression tropicale le 9, une tempête tropicale le même jour et un ouragan le 11 octobre. Il devient ainsi le dixième ouragan consécutif de la saison 2017 égalant un record datant 1893 pour le plus grand nombre d'ouragans successifs durant une saison. Cependant, comme avant 1960, il n'y avait pas de satellites météorologiques, il est possible que des ouragans furent manqués en plein océan entre 1893 et les années 1960.
Le 14 octobre, Ophelia est devenu un ouragan majeur de catégorie 3, le sixième de la saison 2017. Un cyclone tropical si intense est inhabituel dans le nord-est de l'océan Atlantique. Il serait le premier de ce type à suivre un parcours situé aussi loin à l'est de l'océan Atlantique ainsi que le premier depuis 1939 à se déplacer aussi loin vers le nord.
Ophelia est passé à l'est des Açores avant de se diriger vers l'Irlande tout en devenant une tempête des latitudes moyennes durant la nuit du 15 au 16 octobre. Elle traversa l'Irlande et l'Écosse puis faiblit en se dirigeant vers la Norvège et fut absorbée par une autre dépression plus au nord-est.
Sous la forme d'un ouragan, il n'a causé que des dégâts mineurs aux Açores, son centre passant assez loin de ses îles orientales. Le système est passé ensuite sous forme de cyclone extratropical en Irlande et en Écosse, à une pression centrale de 959 hPa à l'Île de Valentia, selon Met Éireann, et avec des rafales à 191 km/h à Fastnet Rock, selon un site officieux, à l'occasion du 30e anniversaire de la Tempête de 1987 (qui avait tué 19 personnes au Royaume-Uni). Cette tempête des latitudes moyennes a fait 3 morts en Irlande et de nombreux dégâts le long de sa trajectoire vers l'Écosse.

## Évolution météorologique
Ophelia a « bénéficié de conditions favorables à son développement, notamment d’eaux plus chaudes que la normale, de plus de deux degrés dans cette partie de l’Atlantique », explique Météo France.
Le 6 octobre, une circulation s'est développée à la fin d'un front froid dans l'Atlantique nord-est, avec un centre de basse pression se développant dans la circulation le même jour. Alors que cette dépression a lentement dérivé vers le nord-est, elle a commencé à se détacher du système frontal et à acquérir des caractéristiques subtropicales le 7 octobre.
Le lendemain, le système a subi un fort cisaillement du vent lui en retirant une partie de sa convection profonde et l'affaiblissant. Cependant, il s'est finalement mieux organisée et a développé plus de convection autour de son centre plus tard dans la journée. Tôt le 9 octobre, le système s'est complètement transformé en un cyclone tropical, ce qui a incité la NHC à commencer à émettre des avis sur la dépression tropicale Dix-Sept. La dépression tropicale a continué à se renforcer, devenant la tempête tropicale Ophelia selon le bulletin de 15 h UTC. Par la suite, Ophelia a effectué un lent trajet en boucle à plus de 1 200 km au sud-ouest de Açores.
Le 11 octobre à 21 h UTC, la NHC a reclassé Ophelia en ouragan de catégorie 1 à 1 220 km au sud-ouest des Açores. En mi-journée le 12 octobre, l'ouragan a atteint une pression centrale de 978 hPa et des vents soutenus de 150 km/h. La température de surface de la mer était marginale pour un développement plus avancé mais ce fut compensé par une température très froide au niveau supérieur de la troposphère, ce qui rendit la masse d'air très instable, de telle sorte qu'à la fin de la journée, Ophelia atteignit la catégorie 2 de l'échelle de Saffir-Simpson. En fin de journée du 13 octobre, l'ouragan qui dérivait vers l'est jusqu'à ce moment, s'est mis à accélérer vers l'est-nord-est pour se déplacer à 20 km/h et à se rapprocher de la portion est des Açores. Il gardait toujours la même intensité.
À 9 h UTC le 14 octobre, il se déplaçait à 40 km/h et n'était plus qu'à 480 km au sud-sud-ouest de l'archipel. Malgré des conditions marginales de température de la mer, mais grâce à de l'air très froid en altitude, l'ouragan passa à la catégorie 3 à 16 h UTC le même jour. À 21 h UTC, Ophelia passa à 375 km au sud-est des Açores, soit son point le plus proche de l'archipel. Ses nuages s'étendaient cependant sur les îles les plus à l'est  et un front froid approchant de l'ouest commençait aussi à affecter l'ouragan ce qui mènerait à sa transition post-tropicale dans les 36 heures suivantes.

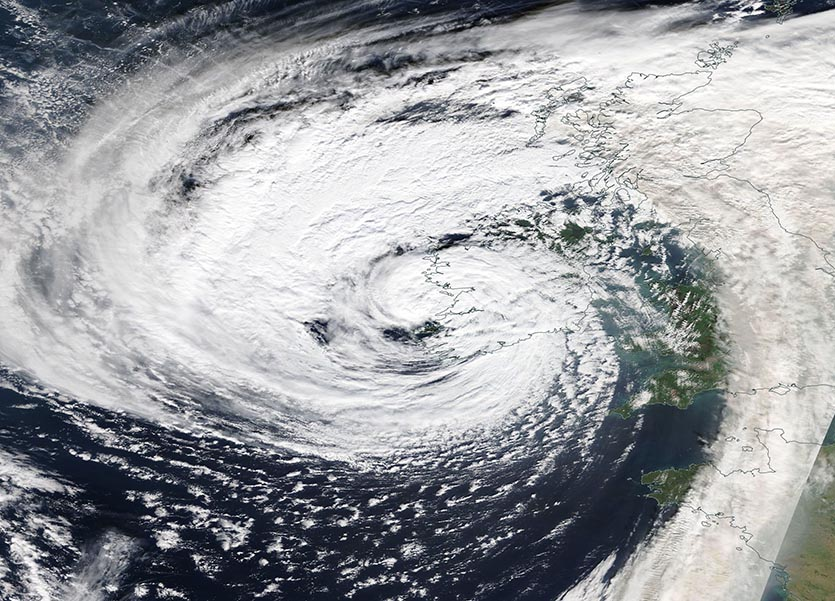
Tempête post-tropicale en occlusion passant sur l'Irlande le 16 octobre.

Le 15 octobre au matin, Ophelia est retombé à la catégorie 2 à 765 km à l'est des Açores, tout se dirigeant à 56 km/h vers l'Irlande, puis à la catégorie 1 à 15 h UTC.
Le 16 octobre à 3 h UTC, le NHC émit son dernier bulletin car Ophelia était devenu une dépression post-tropicale à 355 km au sud-ouest de Mizen Head, Irlande. Les vents soutenus autour de cette dépression étaient encore de 140 km/h. En seulement six heures, les dernières bouffées de convection profonde près du centre sont disparues à cause du cisaillement des vents associé avec le front froid qui l'a rattrapé. Le cyclone extratropical restant se dirigea vers l'Irlande tout en devenant occlus.
Durant la journée du 16 octobre, le système aborda l'Irlande avec une pression minimale de 959 hPa à l'Île de Valentia selon Met Éireann. En fin de journée, la tempête post-tropicale quitta l'Irlande pour l'Écosse. Le 17, elle traversa la mer du Nord pour rejoindre l'ouest de la Norvège tout en faiblissant, donnant des rafales à seulement 70 km/h dans le comté de Rogaland. Elle fut ensuite absorbée par une autre dépression passant sur la Finlande et la Russie.

## Préparatifs
L’Instituto Português do Mar e da Atmosfera envoya des alertes cycloniques pour la partie est de l'archipel des Açores dès le 13 octobre. Le 14 octobre, 7 des 9 îles de cet archipel étaient en alerte rouge, selon la protection civile régionale, en raison des prévisions d'un taux de précipitations supérieur à 40 millimètres par heure. La population locale fut appelée à limiter ses déplacements à cause des rafales de vent prévuent dépasser les 100 km/h. L'ensemble des 17 corporations de pompiers de l'archipel de 245 000 habitants se tinrent prêtes à réagir en cas de besoin selon une porte-parole des services de secours régionaux. Les îles de São Miguel et Santa Maria étant les plus visées par Ophelia et les autorités décidèrent d'y limiter la circulation routière.
Les services météorologiques de Grande-Bretagne (Met Office) et d'Irlande (Met Éireann) ont commencé à émettre des bulletins d'avertissements dès le 14 octobre, valides pour les 16 et 17 octobre, mentionnant des vents violents, des pluies diluviennes et une mer déchaînée. Il était prévu qu'Ophelia soit alors rétrogradée en dépression post-tropicale à ce moment mais qu'il ait encore une intensité similaire à celle d'un ouragan,,.
En Irlande, après que Met Éireann ait émis une alerte rouge pour les comtés du sud-ouest et de l'ouest, le ministère de l'Éducation a annoncé la fermeture de toutes les écoles dans les régions affectées pour le 16 octobre. D'autres services publics furent également suspendus. La compagnie aérienne nationale, Aer Lingus, confirma qu'un certain nombre de vols de l'aéroport de Cork et de l'aéroport de Shannon seraient annulés, possiblement jusqu'à 50 vols. Tous les transports publics dans la zone en alerte rouge furent annulés, y compris les trajets en bus, en train, en traversier  et Bus Éireann a annoncé l'annulation des services de bus scolaire. Finalement, l'Irlande entière fut placée en vigilance rouge. Le ministère du Logement, de l'Aménagement et de l'Administration locale exhorta aussi les citoyens à limiter leurs déplacements. Les avertissements conduisirent à de longues files d'attente dans les supermarchés avant l'arrivée de la tempête.
Au Royaume-Uni, les services météorologiques ont placé l'Irlande du Nord en alerte orange lundi le 16 octobre entre 15 et 22 h, l'avant-dernier niveau, pouvant nécessiter pour la population de se protéger contre les conséquences «potentiellement mortelles» des conditions météorologiques prévues. D'autres zones du Royaume-Uni, notamment le Pays de Galles, l'Écosse ainsi qu'une partie de l'Angleterre, sont en alerte jaune.

## Impact

### Açores
Bien que sept des neuf îles de l'archipel des Açores furent mises en alerte rouge, l'ouragan n'a pas provoqué de dégâts importants selon le responsable de la protection civile régionale, l'ouragan passant relativement loin des îles. Dans la soirée du 14 octobre, les pompiers furent appelés à intervenir en raison de petites inondations et de la chute d'un arbre sur l'île de São Miguel. Plusieurs vols reliant les îles entre elles ou au Portugal furent annulés, affectant environ 800 passagers,

### Îles Britanniques

#### Irlande
En Irlande, la tempête post-tropicale a touché terre lundi matin le 16 octobre avec des rafales de 190 ou 191 km/h à l'extrémité la plus méridionale du pays, selon le service météorologique national irlandais,. Les vents renversèrent des arbres et des lignes électriques, coupant le courant électrique à environ 210 000 foyers et entreprises, en particulier à Cork, Limerick, Tipperary et Galway,. Plus tard en journée, l'Electricity Supply Board révisa le chiffre à 360 000 et la compagnie de télécommunication Eircom informa que 11 000 clients ne disposaient plus de services à haut débit, de téléphone ou de téléphone mobile, 90 de ses antennes étant hors-circuit, surtout dans le sud-ouest, l'ouest et les Midlands
Dans le comté de Cork, une partie de l'un des stands dans le stade de Turners Cross de Cork s'est effondré. À Douglas, le toit de la salle de sport de l'école communautaire fut arraché par les vents et déposé dans un jardin voisin. Dans la ville de Galway, les défenses côtières furent complètement défoncées le long de la promenade Salthill, causant d'importantes inondations. Les services de bus, les trains à destination et en provenance de Galway et les livraisons postales furent tous suspendus, tandis que les vols et les ferries vers et depuis les îles d'Aran furent annulés. La ville de Limerick a subi quelques inondations par l'onde de tempête dans l'estuaire du Shannon.
Près de 150 vols furent annulés à partir des deux principaux aéroports irlandais de Dublin et de Shannon. Les côtes furent léchées par des vagues de 10 mètres. Les écoles, les hôpitaux et les services de transport public étaient tous fermés et les forces armées furent dépêchées pour renforcer les défenses contre les inondations,.
Le 17 octobre, un panel d'expert en assurance estima que le coût pour le passage de la tempête en Irlande pourrait atteindre jusqu'à 1,8 milliard $US (1 milliard €) en pertes économiques et en dommages. Cette estimation est en surtout basée sur la valeur des pertes d'activité dans les commerces et services, plus que sur les dégâts matériels. Les dommages assurés n'était eux pas supposés dépasser les 111 millions euros.
Une femme à Aglish, comté de Waterford, fut tuée par la chute d'un arbre sur son automobile et un homme d'une trentaine d'années a succombé aux blessures provoquées par la tronçonneuse qu'il utilisait pour dégager un arbre couché par la tempête, dans la ville de Cahir,. Un autre homme a été tué par la chute d’un arbre sur sa voiture alors qu’il conduisait au nord de Dundalk, près de la frontière avec l’Irlande du Nord.

#### Royaume-Uni

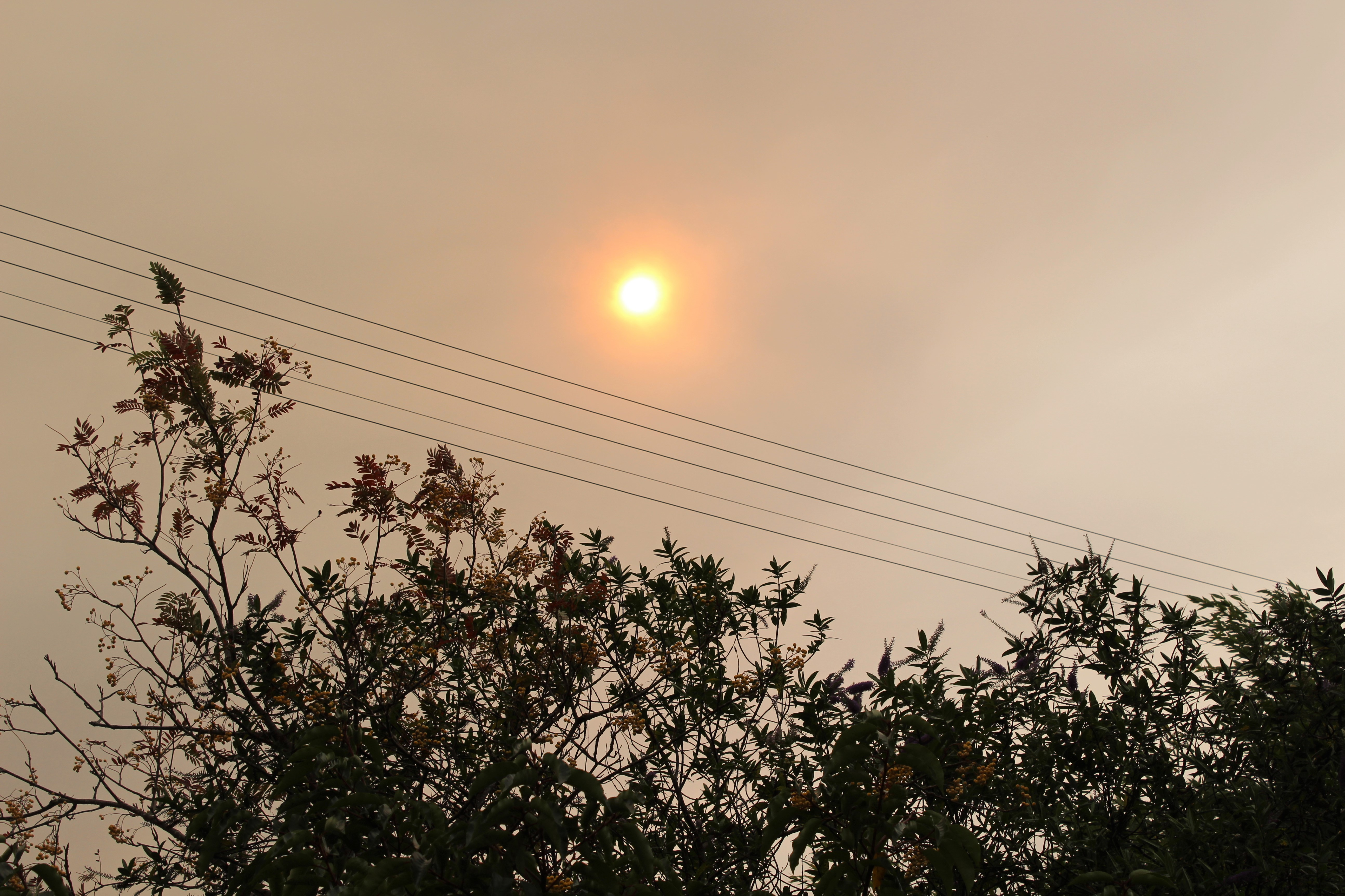
Ciel jaune en Angleterre.

La tempête amena avec elle une couche d'air saharien et de la fumée des incendies de forêt au Portugal causant un ciel jaune spectaculaire le long de la côte anglaise et jusqu'en Bretagne. Vingt vols furent annulés à l'aéroport de Manchester (nord de l'Angleterre) tandis que dans le pays de Galles, 200 habitations subirent des coupures de courant.
En Irlande du Nord, des vents violents avec des rafales pouvant atteindre 70 mi/h (113 km/h) ont balayé la province brisant arbres, branches et poteaux électriques. Les zones les plus touchées furent dans le sud-est : Newry, Annalong (comté de Down), Newcastle, Dromore, Hillsborough, Downpatrick, Ardglass, Lisburn, Dunmurry et la péninsule d'Ards. La compagnie Northern Ireland Electricity laissa savoir que la tempête a causé des dommages généralisés à son réseau de distribution et que 49 000 abonnés perdirent le courant. De nombreuses routes à travers le pays furent bloquées par des arbres tombés, certaines maisons le long des plages furent évacuées et toutes les écoles furent fermées.
En Écosse, les vents ont atteint 76 milles par heure (122 km/h) dans certaines régions le 16 octobre. Des arbres furent détruits, bloquant les routes et perturbant certains services ferroviaires. Les horaires traversées des traversiers entre Cairnryan et l'Irlande du Nord furent perturbées et First ScotRail a déclaré que la ligne à Markinch fut bloquée après qu'un train de marchandises eu heurté un arbre tombé, causant de graves perturbations dans les services dans la région de Fife. Un reporter de BBC Scotland était à Portpatrick lorsque le pire de la tempête a coïncidé avec la marée haute vers 22 h et a déclaré que des vagues spectaculaires se sont écrasées sur le brise-lames du port, inondant une maison et la station des garde-côtes.
Au plus fort de la tempête, des vents violents ont soufflé des toits de Castle Douglas et de Dumfries. À Glasgow, une partie d'un immeuble déjà voué à la démolition partielle, s'est effondrée le 17 octobre au matin mais personne n'a été blessé lors de l'incident survenu dans le quartier de Crosshill. Des échafaudages ont également été abattus à Kirkcudbright et des douzaines d'arbres furent déracinés. Environ 1 100 foyers sud-ouest étaient privés d'électricité le 17 octobre au matin.

### Portugal et Espagne
La tempête n'a pas touché la péninsule Ibérique et ne peut donc pas être considérée comme ayant eu un impact direct. Cependant, les vents se sont renforcés à son passage ce qui a attisé les feux de forêt déjà présents dans le Nord du  Portugal et le Nord-Ouest de l'Espagne. Jorge Gomes, le secrétaire d'État à l'administration interne du Portugal, déclara que la plupart des incendies furent allumés délibérément.

## Particularités
Selon les météorologistes l'ouragan Ophelia serait le premier ouragan majeur (catégorie 3 ou plus) à suivre un parcours situé aussi loin à l'est de l'océan Atlantique ainsi que le premier depuis 1939 à se déplacer aussi loin vers le nord.